# Минфельд
Минфельд (нем. Minfeld) — община в Германии, в земле Рейнланд-Пфальц. 
Входит в состав района Гермерсхайм. Подчиняется управлению Кандель.  Население составляет 1529 человек (на 31 декабря 2010 года). Занимает площадь 8,41 км².

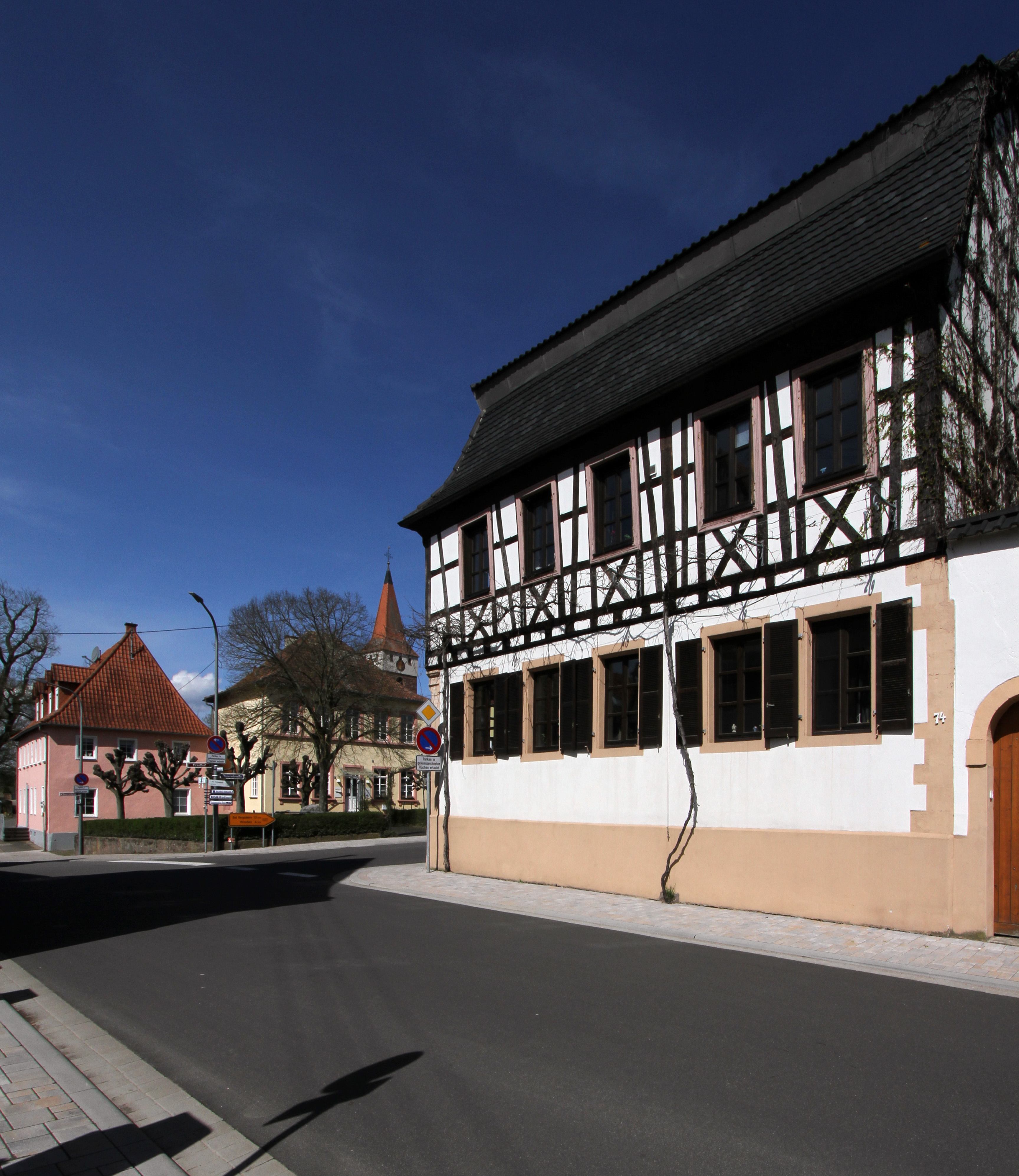
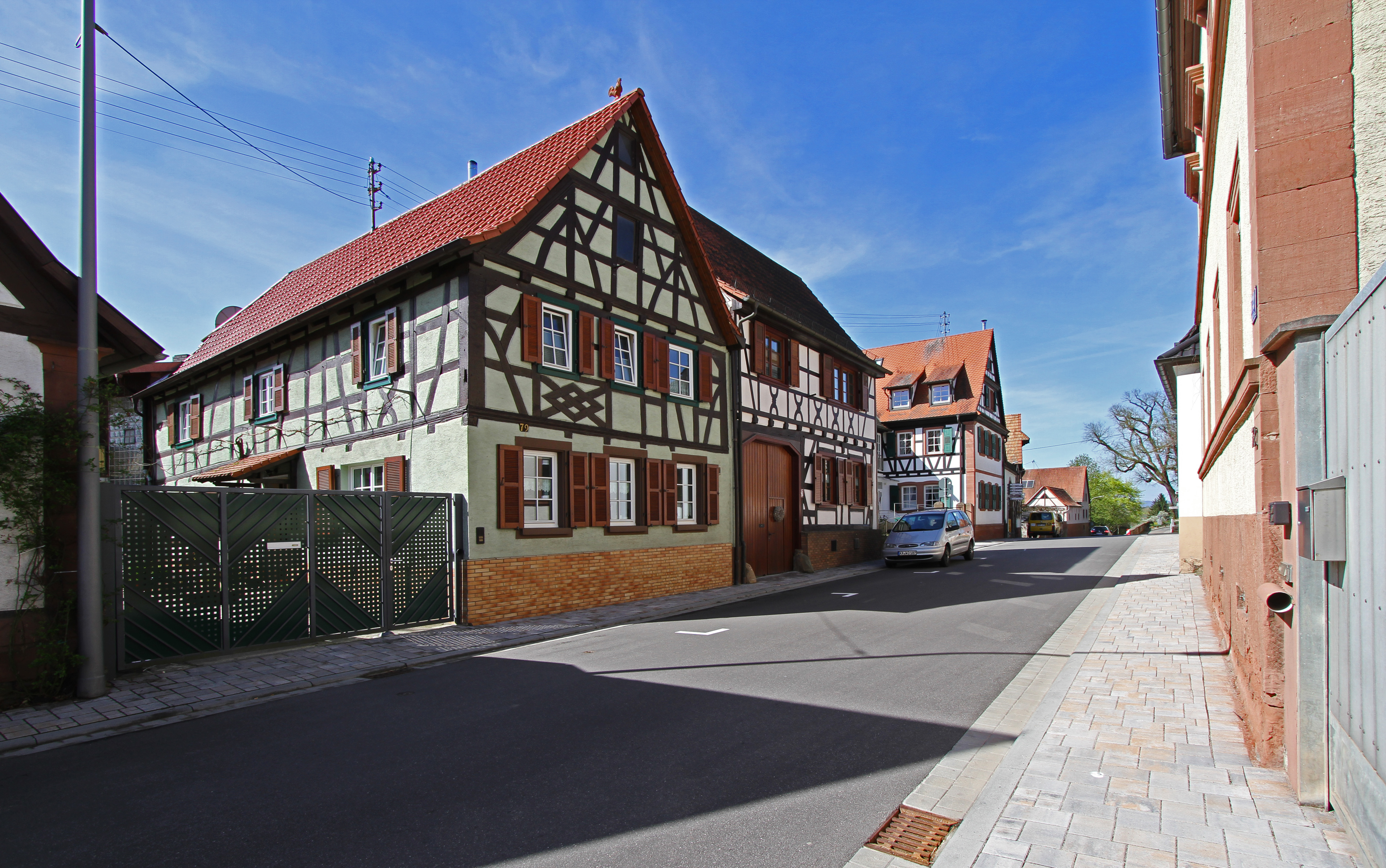
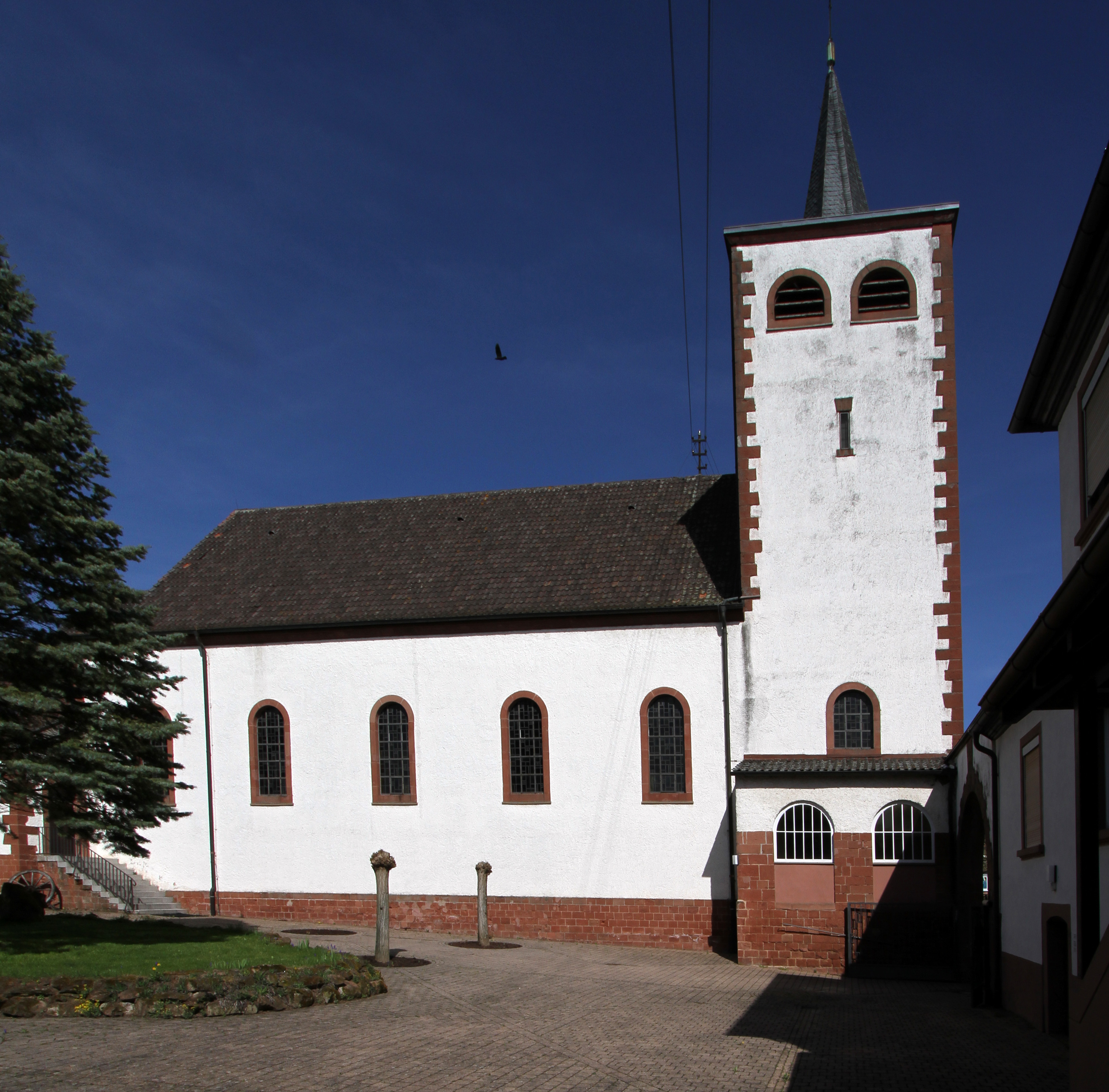
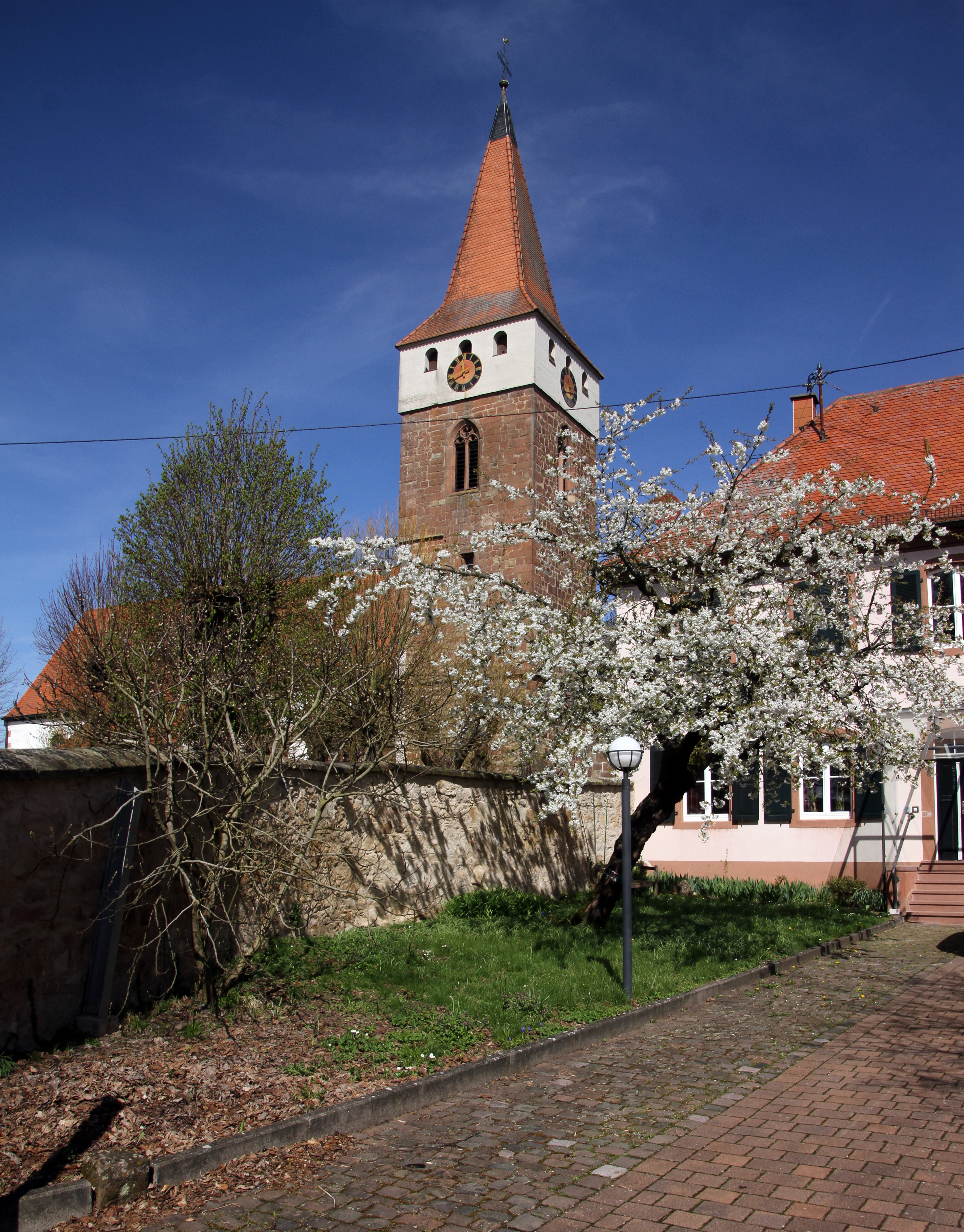